# El Grande
El Grande è un gioco da tavolo tedesco ideato da Wolfgang Kramer e Richard Ulrich e pubblicato nel 1995 da Hans im Glück in tedesco e da Rio Grande Games in inglese.
Il gioco ha vinto sia lo Spiel des Jahres che il Deutscher Spiele Preis nel 1996 ed è tuttora considerato uno dei capolavori di Wolfgang Kramer. Il successo è stato tale da convincere l'autore a pubblicare due espansioni: El Grande: The El Grande Expansions e El Grande: Grandissimo rispettivamente nel 1997 e 2000.
Il gioco è ambientato nell'età del rinascimento in Spagna, i giocatori interpretano il ruolo dei nobili in lotta per il controllo delle 9 regioni del gioco.

## Regolamento
La partita è divisa in nove turni e viene giocata su una mappa della Spagna suddivisa in nove regioni, più una regione speciale coperta dal castillo (una torre in legno o cartoncino a seconda dell'edizione). Ogni giocatore ha a disposizione una mano identica di tredici carte numerate da 1 a 13, un grosso cubetto che rappresenta il suo "El Grande" e 30 cubetti più piccoli che rappresentano i suoi caballeros. All'inizio del gioco pesca casualmente una carta regione che gli assegna la sua regione iniziale, in questa posiziona El Grande e due caballeros. Posiziona quindi otto caballeros sulla carta "regione" che sono considerati i caballeros nella corte, i rimanenti caballeros sono considerati essere nelle "province".
Completano i componenti del gioco una pedina che rappresenta il re e che viene piazzata inizialmente su una regione libera da caballeros e cinque mazzetti di carte azione costituiti ognuno da diverse carte eccetto per il quinto che è costituito da un'unica carta. La prima carta di ogni mazzetto viene rivelata.
Il gioco si svolge in nove turni. All'inizio di ogni turno i giocatori si contendono l'ordine di gioco giocando una delle carte potere. Il giocatore che era ultimo nel turno precedente gioca per primo una carta, quindi procedendo in senso orario ogni altro giocatore gioca a sua volta una carta a piacere, con il vincolo che non può giocare una carta già giocata da un altro giocatore in quel turno. Quindi ogni giocatore gioca il proprio turno seguendo l'ordine della carta che ha giocato, da quella di valore maggiore a quella minore. Una volta che un giocatore ha giocato una carta potere non può più riutilizzarla nella partita.
Nel proprio turno ogni giocatore sposta un numero di caballeros dalle province alla corte, questo numero dipende dalla carta azione che ha giocato per assicurarsi l'ordine nel turno: più alto il suo valore meno caballeros potrà spostare nella corte (si va da sei caballeros per la carta 1 fino a nessun cavaliere per la carta 13). Sceglie quindi una delle carte dai cinque mazzetti, la carta del primo mazzetto gli permette di spostare un cavaliere dalla corte ad una delle regioni, la carta del secondo mazzetto due caballeros, e così via fino alla carta del quinto mazzetto che permette di spostarne cinque. Ovviamente al massimo i caballeros disponibili nella corte, anche se la carta scelta gli permetterebbe di spostarne di più. I nuovi caballeros possono essere piazzati solo nelle regioni adiacenti a quella in cui si trova in re, oppure nella regione speciale. In quest'ultimo caso deve dichiarare esplicitamente quanti caballeros introduce in cima alla torre che si trova sopra alla regione speciale (i caballeros rotolano in fondo alla torre e rimangono nascosti fino a quando la torre non sarà rivelata).
La carta azione gli consente inoltre di eseguire un'azione speciale che può compiere prima o dopo aver spostato i caballeros dalla Corte alle regioni del tabellone (o anche decidere di non eseguire del tutto). Le azioni consistono nello spostare caballeros propri o altrui da una regione all'altra, valutare il punteggio di una o più regioni (per esempio tutte le regioni, solo quelle di valore 4, una regione a scelta di chi prende la carta, una regione a scelta di ogni giocatore), posizionare altri caballeros dalla corte al tabellone di gioco (senza il limite che vengano piazzati nelle regioni adiacenti al Re),  riportare caballeros degli altri giocatori dal tabellone alla corte o alle province. Qualunque sia l'azione vale sempre la regola che non si possono aggiungere o togliere caballeros dalla regione in cui si trova il Re. L'azione dell'unica carta che costituisce il quinto mazzetto consente di spostare il Re in una nuova regione.
Al termine del terzo, sesto e nono turno di gioco si rimuove la torre ed assegnato il suo punteggio, quindi ogni giocatore decide segretamente in contemporanea una regione normale del tabellone e vi sposta tutti i suoi caballeros che si trovavano nella regione della torre. Si valuta quindi il valore di tutte le regioni del tabellone. Al termine del nono turno il giocatore che ha ricevuto più punti viene dichiarato vincitore.

## Premi e riconoscimenti
Il gioco ha vinto nel 1996 lo Spiel des Jahres e il Deutscher Spiele Preis